# 박그리나
박그리나(1985년 1월 8일 ~ )는 한국계 미국의 배우이다.

## 출연 작품

### 영화
- 2004년 《령》
- 2004년 《발레교습소》
- 2005년 《연애의 목적》
- 2006년 《고래보호작전》
- 2008년 《바보》
- 2008년 《소년은 울지 않는다》 - 순남 역
- 2008년 《스토리오브 와인》
- 2009년 《안녕,마침내》
- 2011년 《절대관람불가》 - 은희 역 (개봉미정)
- 2013년 《군사통제구역 팔이공지대》 - 권진경 역
- 2014년 《돌아오는 길》 - 지수 역
- 2014년 《내 연애의 기억》 - 소영 역
- 2020년 《언팟》 - 지니 역

### 드라마
- 2005년 MBC 《변호사들》
- 2005년 KBS 《시은&수하》
- 2006년 KBS 《기억》
- 2006년 MBC 《MBC 베스트극장 - 토끼의 아리아》 - 현정 역
- 2006년 KBS 《자장가 부르는 아기》
- 2007년 KBS2 《마왕》- 이민재 역
- 2007년 KBS1 《아름다운 시절》- 오진숙 역
- 2010년 KBS 《이유》 - 박송이 역
- 2010년 ~ 2011년 KBS1 《근초고왕》 - 단단이 역
- 2011년 ~ 2012년 OCN 《특수사건 전담반 TEN》 - 유현경 역
- 2012년 OCN 《신의 퀴즈 시즌 3》 - 유경 역
- 2013년 tvN 《나인: 아홉 번의 시간여행》 - 이주희 역
- 2013년 KBS2 《천명: 조선판 도망자 이야기》
- 2013년 MBC 《투윅스》 - 산모 역 (특별출연)
- 2013년 JTBC 《더 이상은 못 참아》- 오승리 역

## 뮤직비디오
- 2011년 바바라 "꿈.. 그보다 아픈사랑"
- 2010년 버즈 스페셜앨범 "여자가 싫다”
- 2010년 바이브 2집 “사진을 보다가"

## 학력
- 저동고등학교
- 동덕여자대학교 방송연예과

## 수상
- 2009년 공주신상옥영화제 최우수여자연기자상